# Artiom Zakhàrov
Artiom Zakhàrov (en rus: Артём Захаров) (Petropavl, 27 d'octubre de 1991) és un ciclista kazakh. Professional des del 2014, actualment milita a l'Astana Qazaqstan Development Team. Combina la carretera amb el ciclisme en pista. Va participar en la prova d'òmnium dels Jocs Olímpics de Rio, on acabà 10è.
Així mateix, ha guanyat una dotzena de medalles en els campionats asiàtics de ciclisme.

## Palmarès en pista
- 2013
  - Campió d'Àsia en Òmnium
- 2014
  -  Campió del Kazakhstan en Persecució
- 2015
  -  Campió del Kazakhstan en Scratch
  -  Campió del Kazakhstan en Òmnium

## Palmarès en ruta
- 2017
  -  Campió del Kazakhstan en ruta